# William Bowen (économiste)
Pour les articles homonymes, voir William Bowen et Bowen.
William Bowen (né le 6 octobre 1933 à Cincinnati (Ohio) et mort le 20 octobre 2016 à Princeton (New Jersey)) est un économiste et écrivain américain qui est président de l'université de Princeton de 1972 à 1988. Il a notamment écrit Performing Arts-The Economic Dilemma. Il est à l'origine de la bibliothèque numérique JSTOR.

## Distinctions
- 2001 : Grawemeyer Award de l'université de Louisville, avec Derek Bok
- 2008 : José Vasconcelos World Award of Education
- 2012 : National Humanities Medal